# كالي فلانغن
كالي فلانغن (بالإنجليزية: Kali Flanagan)‏ هي لاعبة هوكي الجليد أمريكية، ولدت في 19 سبتمبر 1995 في وينتشتر ‏ في الولايات المتحدة.

## وصلات خارجية
- كالي فلانغن على موقع EliteProspects.com (الإنجليزية)
- كالي فلانغن على موقع اللجنة الأولمبية الدولية (الإنجليزية)
- كالي فلانغن على موقع أوليمبيديا (الإنجليزية)
- كالي فلانغن على موقع اللجنة الأولمبية والبارالمبية الأمريكية (الإنجليزية)